# Сайкс, Уильям Генри
Уильям Генри Сайкс (англ. William Henry Sykes; 25 января 1790, Брадфорд — 16 июня 1872, Кенсингтон) — британский политик и орнитолог. Был членом Лондонского королевского общества, в 1835 году основал Королевское статистическое общество, президентом которого был с 1863 по 1865 годы.

## Почести
В честь Сайкса названы один из видов хохлатого жаворонка (Galerida deva), подвид жёлтой трясогузки (Motacilla flava beema), козодой Сайкса (Caprimulgus mahrattensis), южная бормотушка (Hippolais rama).